# Ellisella andamanensis
Ellisella andamanensis is een zachte koraalsoort uit de familie Ellisellidae. De koraalsoort komt uit het geslacht Ellisella. Ellisella andamanensis werd in 1910 voor het eerst wetenschappelijk beschreven door Simpson. 